# Theodore Wells Pietsch

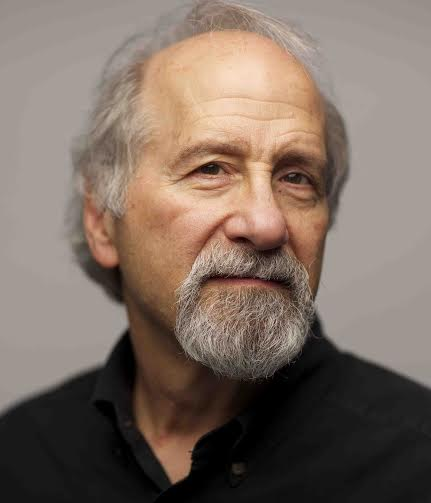
Porträt von Theodore Pietsch (2014)

Theodore Wells Pietsch III (* 6. März 1945 in Royal Oak, Michigan) ist ein US-amerikanischer Taxonom und Evolutionsbiologe, der vor allem für seine Studien der Armflosser bekannt ist. Pietsch beschrieb 72 Arten und 14 Gattungen von Fischen und veröffentlichte eine Vielzahl von wissenschaftlichen Arbeiten über Beziehungen, die Evolutionsgeschichte und die funktionelle Morphologie von Knochenfischen. Für dieses Werk wurde Pietsch 2005 von der American Society of Ichthyologists and Herpetologists mit dem Robert H. Gibbs Jr. Memorial Award in Systematic Ichthyology ausgezeichnet. Pietsch verbrachte den Großteil seiner Karriere an der University of Washington in Seattle als Professor, wo er Doktoranden betreute, Studenten Ichthyologie lehrte und die ichthyologischen Sammlungen des Burke Museum of Natural History and Culture der Universität kuratierte.
Sein zoologisches Autorenkürzel ist „Pietsch“.

## Bildung
Pietsch besuchte die John Adams High School in Indiana. Nach einem Bachelor in Zoologie an der University of Michigan machte er einen Master und den Ph.D. in Biologie an der University of Southern California. Von 1973 bis 1975 war er Postdoktorand an der Harvard University. Pietsch lehrte von 1975 bis 1978 an der California State University in Long Beach und von 1978 bis zu seiner Pensionierung im Juli 2015 an der University of Washington.

## Akademische Forschung
Pietsch hat 72 Arten und 14 Gattungen von Fischen benannt, die meisten davon Anglerfische. Seine Forschung erstreckte sich sowohl auf rezente als auch auf ausgestorbene Arten, darunter auch den 2009 beschriebenen Psychedelischen Anglerfisch, Histiophryne psychedelica. Er gilt als Experte für die Evolution, Ökologie und das Verhalten von Flachwasser-Anglerfischen (Unterordnung Antennarioidei) und Tiefsee-Anglerfischen (Unterordnung Ceratioidei). Seine vielleicht faszinierendste Arbeit befasst sich mit der Evolution des sexuellen Parasitismus bei Tiefsee-Anglerfischen, einer Fortpflanzungsstrategie, bei der sich ein winziges Zwergmännchen an ein viel größeres Weibchen heftet und mit diesem verschmilzt. Durch seine Untersuchungen zu den evolutionären Beziehungen von Anglerfischarten hat Pietsch herausgefunden, dass diese Fortpflanzungsart sich bei Tiefsee-Anglerfischen bis zu fünfmal unabhängig voneinander entwickelt hat.
Ihm zu Ehren wurden eine Reihe von Taxa benannt: die Hydrozoe Hydrichthys pietschi, ein Parasit der Rutenangler, die Dickkopf-Groppe Icelinus pietschi, der Mähnenbarsch Platyberyx pietschi, der Tiefseeaal Myroconger pietschi, eine fossile Familie der Barschfische, die Pietschellidae, sowie Gattung und Art Pietschellus aenigmaticus und die Armflosser-Arten Caulophryne pietschi, Kuiterichthys pietschi, Oneirodes pietschi, Oneirodes parapietschi und Pietschichthys horridus.

## Veröffentlichte Werke
T. W. Pietsch ist Autor von über 250 wissenschaftlichen und populärwissenschaftlichen Artikeln,  darunter 20 Bücher, die sich hauptsächlich mit der marinen Ichthyologie befassen, insbesondere mit der Biosystematik, Zoogeographie, Reproduktionsbiologie und dem Verhalten von Tiefseefischen. Er hat auch ausführlich zur Geschichte der Wissenschaft veröffentlicht, insbesondere zur Geschichte der Ichthyologie. Zu letzteren gehören Arbeiten über den französischen vergleichenden Anatomen Georges Cuvier und seine 22-bändige Histoire Naturelle des Poissons (1828–1849); den Buchhändler, Verleger und Agenten Louis Renard und sein Werk Fische, Krebse und Krabben; die unveröffentlichten Manuskripte des französischen Entdeckers und Naturforschers Charles Plumier und die unveröffentlichten Gemälde von indo-westpazifischen Meeresfischen und Krebstieren von Isaac Johannes Lamotius.
Sein erster Roman, „The Curious Death of Peter Artedi: A Mystery in the History of Science“, wurde im Dezember 2010 von Scott & Nix in New York veröffentlicht, das darauffolgende Werk „Trees of Life: A Visual History of Evolution“ (Johns Hopkins University Press) wurde 2012 veröffentlicht.
Des Weiteren kommentierte und illustrierte Pietsch die englische Übersetzungen der ersten drei Bände von Cuviers fünfbändiger „Histoire des Sciences Naturelles, depuis leur Origine jusqu’a nos Jours“. Diese wurden bei Publications Scientifiques du Muséum und Bibliothèque Centrale des Muséum national d’Histoire naturelle in Paris in den Jahren 2012, 2015 bzw. 2018 veröffentlicht. Dort erschienen auch Pietschs Aufsätze „Frogfishes: Biodiversity, Zoogeography, and Behavioral Ecology“ (mit Rachel J. Arnold) und Cuviers „Historical Portrait of the Progress of Ichthyology, from Its Origins to Our Own Time“ (zweite Ausgabe) im Jahr 2020. „Hur dog Peter Artedi?“ („Wie starb Peter Artedi?“, aus dem Englischen übersetzt von Hans Aili) und „Ichthyopedia: A Biographical Dictionary of Ichthyologists“, (American Philosophical Society) wurden 2023 veröffentlicht.

## Bibliographie (Auswahl)
- 1985. Die Manuskriptmaterialien für die Histoire Naturelle des Poissons, 1828–1849: Quellen zum Verständnis der von Cuvier und Valenciennes beschriebenen Fische. Arch. Nat. Hist.
- 1987. Frogfishes of the World: Systematics, Zoogeography, and Behavioral Ecology. Stanford University Press, Stanford, California (mit David B. Grobecker)
- 1995. Historical Portrait of the Progress of Ichthyology, from Its Origins to Our Own Time. Herausgegeben und kommentiert von T. W. Pietsch, aus dem Französischen übersetzt von A. J. Simpson. Johns Hopkins University Press, Baltimore[6]
- 1995. Fishes, Crayfishes, and Crabs: Louis Renard and His Natural History of the Rarest Curiosities of the Seas of the Indies. Johns Hopkins University Press, Baltimore, Band 1[7]
- 1997. Collection Building in Ichthyology and Herpetology. Amer. Soc. Ichthy. Herp. (mit W. D. Anderson, Jr.)
- 2006. Les Planches inédites de Poissons et autres Animaux marins de l’Indo-Ouest Pacifique d’Isaac Johannes Lamotius [Isaac Johannes Lamotius und seine Gemälde indopazifischer Fische und anderer Meerestiere ] Christian Érard (Herausgeber), Publications Scientifiques du Muséum and Bibliothèque Centrale, Muséum National d’Histoire Naturelle, Paris, 292 Seiten, 93 Farbtafeln. (mit L. B. Holthuis)
- 2008.  A Mermaid in the Tub: A Specimen of MvB Sirenne, a New Family of Type-Faces by Alan Greene, Inspired by Engraved Letterforms in a Rare Book. Mark van Bronkhorst und E. M. Ginger, Herausgeber, MvB Fonts, Albany, Kalifornien, 36 Seiten.
- 2009.  Oceanic Anglerfishes: Extraordinary Diversity in the Deep-sea. University of California Press, Berkeley und Los Angeles
- 2010. The Curious Death of Peter Artedi:  A Mystery in the History of Science. Scott & Nix, New York
- 2012. Trees of Life: A Visual History of Evolution. Johns Hopkins University Press, Baltimore
- 2012. Cuvier’s History of the Natural Sciences:  Twenty-four Lessons from Antiquity to the Renaissance [der erste von Georges Cuviers fünfbändigen Werken „Histoire des Sciences Naturelles, depuis leur Origine jusqu'a nos Jours“, ursprünglich von 1841 bis 1845 auf Französisch veröffentlicht ]. Herausgegeben und kommentiert von T. W. Pietsch, übersetzt aus dem Französischen von A. J. Simpson. Publications Scientifiques du Muséum and Bibliothèque Centrale, Muséum national d’Histoire naturelle, Paris, 734 Seiten.
- 2015. Cuvier’s History of the Natural Sciences: Nineteen Lessons from the Sixteenth and Seventeenth Centuries [der zweite von Georges Cuviers fünfbändigen „Histoire des Sciences Naturelles, depuis leur Origine jusqu'a nos Jours“, ursprünglich von 1841 bis 1845 auf Französisch veröffentlicht], herausgegeben und kommentiert von T. W. Pietsch, übersetzt aus dem Französischen von B. D. Marx. Publications Scientifiques du Muséum and Bibliothèque Centrale, Muséum national d’Histoire naturelle, Paris, 859 Seiten.
- 2017. Charles Plumier (1646–1704) and His Drawings of French and Caribbean Fishes, Publications Scientifiques du Muséum, Muséum national d’Histoire naturelle, Paris, 408 Seiten
- 2018. Cuvier’s History of the Natural Sciences: Twenty Lessons from the First Half of the Eighteenth Century [der dritte von Georges Cuviers fünfbändiger Histoire des Sciences Naturelles, depuis leur Origine jusqu’a nos Jours, ursprünglich von 1841 bis 1845 auf Französisch veröffentlicht]. Herausgegeben und kommentiert von T. W. Pietsch, aus dem Französischen übersetzt von Fanja Andriamialisoa. Publikationen Scientifiques du Muséum und Bibliothèque Centrale, Muséum national d’Histoire naturelle, Paris, 576 Seiten.
- 2019. Fishes of the Salish Sea: Puget Sound and the Straits of Georgia and Juan de Fuca, illustriert von Joseph R. Tomelleri. University of Washington Press, Seattle, 3 Bände, 1.048 Seiten, 260 Farbtafeln (mit James W. Orr).
- 2020. Frogfishes: Biodiversity, Zoogeography, and Behavioral Ecology. Johns Hopkins University Press, Baltimore, Maryland, 601 Seiten, 346 Abbildungen (mit Rachel J. Arnold).
- 2020. „Georges Cuviers historisches Porträt des Fortschritts der Ichthyologie von ihren Ursprüngen bis in unsere Zeit“. Zweite Ausgabe, überarbeitet und erweitert, herausgegeben und kommentiert von T. W. Pietsch, aus dem Französischen übersetzt von A. J. Simpson. Publications Scientifiques du Muséum, Muséum national d’Histoire naturelle, Paris, 672 Seiten, 149 Abbildungen.
- 2023. „Hur dog Peter Artedi? En vetenskapshistorisk gåta“ [„Wie starb Peter Artedi? Ein wissenschaftlich-historisches Rätsel“], Ekström & Garay, Lund, Schweden, 266 Seiten, 19 Abbildungen.
- 2023. Ichthyopedia: A Biographical Dictionary of Ichthyologists. American Philosophical Society, Lightning Rod Press
- 2023. Field Guide to Fishes of the Salish Sea: Puget Sound and the Straits of Georgia and Juan de Fuca, illustriert von Joseph R. Tomelleri. Chatwin Books, Seattle